# 살인 지령
《살인 지령》(영어: Murder by Decree)은 영국과 캐나다에서 제작된 밥 클라크 감독의 1979년 미스터리 스릴러 영화이다. 크리스토퍼 플러머, 제임스 메이슨 등이 출연하였고, 러네이 듀폰트 등이 제작에 참여하였다.

## 줄거리
광역경찰청이 연쇄 살인범 잭 더 리퍼 검거에 실패한 뒤 셜록 홈스와 존 H. 왓슨이 화이트채플 연쇄 살인 사건을 조사하게 된다.

## 출연진
- 크리스토퍼 플러머 - 셜록 홈스 역
- 제임스 메이슨 - 존 H. 왓슨 역
- 데이비드 헤밍스 - 폭스버러 역
- 수전 클라크 - 메리 제인 켈리 역
- 프랭크 핀리 - 레스트레이드 경감 역
- 앤서니 퀘일 - 찰스 워런 경 역
- 도널드 서덜랜드 - 로버트 리 역: 영매.
- 준비에브 뷔조 - 애니 크룩 역: 정신 병원에 입원된 긴장증 환자.
- 존 길구드 - 솔즈베리 경 역

## 기타 제작진
- 배역: 캐런 해자드
- 미술: 해리 포틀
- 세트: 데니즈 엑쇼
- 의상: 주디 무어크로프트